# Allershausen
Allershausen er en kommune i Landkreis Freising Regierungsbezirk Oberbayern i den tyske delstat Bayern. Den er administrationsby for Verwaltungsgemeinschaft Allershausen.

## Geografi
Allershausen ligger ved den nordøstlige ende af Münchner Schotterebene hvor floden Glonn løber ud i Amper.

### Nabokommuner
Nabokommuner er (med uret fra nord): Paunzhausen , Schweitenkirchen (Landkreis Pfaffenhofen/Ilm), Kirchdorf an der Amper , Kranzberg og Hohenkammer.

### Landsbyer og bebyggelser
- Aiterbach
- Allershausen
- Tünzhausen
- Eggenberg
- Göttschlag
- Höckhof
- Kreuth
- Laimbach
- Leonhardsbuch
- Oberallershausen
- Oberkienberg
- Reckmühle
- Schroßlach
- Unterkienberg

- Wikimedia Commons har flere filer relateret til Allershausen